# Integral de Riemann
En Matemàtiques  i més particularment en Càlcul infinitesimal, la integral de Riemann o integral definida parteix del problema de calcular l'àrea de la regió limitada per una corba donada per una funció f definida en un interval [a,b], l'eix d'abscisses i les rectes verticals per a i b, vegeu la Figura 1. L'important  Teorema fonamental del Càlcul integral, que lliga la integració i la derivació, permet calcular de forma senzilla moltes integrals de Riemann.

Figura 1. Volem calcular l'àrea de la regió en verd

La construcció de la integral de Riemann pot fer-se de dues maneres. La primera, introduïda per Riemann, utilitza les sumes de Riemann, mentre que la segona fa servir les sumes inferiors i superiors desenvolupades per Darboux; en l'actualitat, la majoria d'autors combinen ambdós enfocaments. En aquest article ens centrarem principalment en la primera manera, mentre que la segona s'explica a l'article Integral de Darboux. Vegeu Tao per una construcció alternativa.
Per a una visió global de les diferents nocions d'integral i les seves propietats es recomana l'article Integració.
Les referències bàsiques d'aquest article són Bartle and Sherbert  ,  Apostol   Gorphade and Limaye   i  Schilling  .

## Introducció i esquema elemental

Figura 2. Una aproximació a l'àrea que volem calcular mitjançant rectangles.

Tal com hem dit, partirem del problema de calcular l'àrea de la regió en verd de la Figura 1, que està limitada per una corba donada per una funció {\displaystyle f:[a,b]\to \mathbb {R} } , l'eix d'abscisses i les rectes verticals per {\displaystyle a} i {\displaystyle b}. Aproximarem aquesta regió per una regió formada per figures de las que sapiguem calcular les àrees, una idea que ve d'Eudox i Arquímides. Amb aquest objectiu, construirem uns rectangles de la següent manera, vegeu la Figura 2: dividim l'interval {\displaystyle [a,b]} mitjançant una família de punts: {\displaystyle a=x_{0}<x_{1}<\cdots <x_{n}=b.} Les bases dels rectangles seran els intervals {\displaystyle [x_{0},x_{1}],\,[x_{1},x_{2}],\dots ,[x_{n-1},x_{n}]}.

Figura 3. L'altura dels rectangles és,, etc.

 Les altures dels rectangles seran {\displaystyle f(t_{1}),\dots ,f(t_{n})}, on {\displaystyle t_{1}\in [x_{0},x_{1}],\dots ,t_{n}\in [x_{n-1},x_{n}]}, vegeu la Figura 3. Aleshores una aproximació a l'àrea serà{\displaystyle f(t_{1})(x_{1}-x_{0})+\cdots +f(t_{n})(x_{n}-x_{n-1})=\sum _{i=1}^{n}f(t_{i})(x_{i}-x_{i-1}).}
Com més punts {\displaystyle x_{i}} agafem, millor serà l'aproximació a l'àrea. Sota certes condicions, el límit, quan el nombre de punts tendeixi a infinit (i els punts es reparteixin entre tot   {\displaystyle [a,b]}),  serà un nombre que designem per  {\displaystyle \int _{a}^{b}f(x)\,dx} o {\displaystyle \int _{a}^{b}f} , i que s'anomena la integral (de Riemann) de  {\displaystyle f} en {\displaystyle [a,b]}. Per casos senzills, la integral coincideix amb les fórmules habituals de calcular l'àrea d'un rectangle o d'un triangle.

Figura 4. La regió entre la corba determinada per la funcó, l'eix d'abscisses i les rectes verticals per i és un triangle de base i altura iguals a 1.

Figura 5. Aproximació a la integral.

Exemple 1. Sigui {\displaystyle f:[0,1]\to \mathbb {R} }  la funció donada per {\displaystyle f(x)=x.}La regió determinada per aquesta funció, l'eix d'abscisses i les rectes verticals per {\displaystyle x=0} i {\displaystyle x=1} és un triangle de base i altura iguals a 1, que té àrea 1/2, vegeu la Figura 4. Dividim l'interval {\displaystyle [0,1]} en {\displaystyle n} parts iguals,{\displaystyle x_{0}=0,\,x_{1}={\frac {1}{n}},\,x_{2}={\frac {2}{n}},\cdots ,x_{n}=1,}i prenem el primer rectangle d'altura {\displaystyle 1/n}, el segon d'altura {\displaystyle 2/n}, etc. Aleshores tenim una aproximació de l'àrea que designarem per {\displaystyle S_{n}}, vegeu la Figura 5: {\displaystyle S_{n}={\frac {1}{n}}\,{\frac {1}{n}}+{\frac {1}{n}}\,{\frac {2}{n}}+\cdots +{\frac {1}{n}}\,1=\sum _{i=1}^{n}{\frac {1}{n}}\,{\frac {i}{n}}={\frac {1}{n^{2}}}\sum _{i=1}^{n}i={\frac {n(1+n)}{2n^{2}}}={\frac {1+n}{2n}},}on hem utilitzat la fórmula de la suma d'una progressió aritmètica. Aleshores,{\displaystyle \lim _{n\to \infty }S_{n}={\frac {1}{2}}.}Així,{\displaystyle \int _{0}^{1}f=\int _{0}^{1}x\,dx={\frac {1}{2}}.}Afortunadament, per calcular moltes integrals no necessitem utilitzar aquest procediment, sinó que tenim el següent resultat:
Teorema. Sigui  {\displaystyle F:[a,b]\to \mathbb {R} }  una funció diferenciable tal que la seva derivada {\displaystyle F'} és igual a {\displaystyle f}:{\displaystyle F'(x)=f(x),\ {\text{per a tot }}x\in [a,b].}Aleshores {\displaystyle \int _{a}^{b}f=F(b)-F(a).}Aquesta propietat és coneguda com a Regla de Barrow o Teorema fonamental del càlcul integral.
Continuació de l'exemple  1. Considerar la funció {\displaystyle F(x)={\frac {x^{2}}{2}}.}La seva derivada és {\displaystyle F'(x)=x.}Per tant,{\displaystyle \int _{0}^{1}x\,dx=F(1)-F(0)={\frac {1^{2}}{2}}-{\frac {0^{2}}{2}}={\frac {1}{2}}.}
Així,  a partir de  la regla de Barrow,  de les fórmules de les derivades, juntament amb altres propietats de les integrals com les següents: {\displaystyle \int _{a}^{b}Cf=C\int _{a}^{b}f,}on {\displaystyle C} és una constant, o la integral d'una suma{\displaystyle \int _{a}^{b}(f+g)=\int _{a}^{b}f+\int _{a}^{b}g,}i les  fórmules del canvi de variables i d'integració per pars, es podem calcular moltes integrals. Però també hi ha nombroses integrals que no se saben -o no es poden- calcular d'aquesta manera, i aleshores cal recórrer als mètodes de càlcul numèric com el que hem vist al principi de l'exemple 1.

## Definició

Figura 6. Exemple de partició macada

Considerem un interval tancat {\displaystyle [a,b]}, amb  {\displaystyle a<b}. Una partició de {\displaystyle [a,b]}  és una col·lecció finita de punts  {\displaystyle {\mathcal {P}}=\{x_{0},\dots ,x_{n}\}} tals que{\displaystyle a=x_{0}<x_{1}<\cdots <x_{n}=b.}S'anomena norma o pas de la partició, que designarem per {\displaystyle \Vert {\mathcal {P}}\Vert },  a la més gran de les distàncies entre dos punts consecutius: {\displaystyle \Vert {\mathcal {P}}\Vert ={\text{max}}{\big \{}x_{1}-x_{0},x_{2}-x_{1},\dots ,x_{n}-x_{n-1}{\big \}}.}Considerem ara un conjunt de punts  {\displaystyle {\mathcal {\tau }}=\{t_{1},\dots ,t_{n}\}} tals que {\displaystyle t_{i}\in [x_{i-1},x_{i}]} ,  {\displaystyle i=1,\dots ,n}; aquests punts s'anomenen punts d'avaluació o de mostreig. El parell {\displaystyle ({\mathcal {P}},\tau )} s'anomena una partició marcada (en anglès, tagget partition), vegeu la Figura 6.
Donada una funció  {\displaystyle f:[a,b]\to \mathbb {R} }, s'anomena suma de Riemann de {\displaystyle f} corresponent a la partició marcada {\displaystyle ({\mathcal {P}},\tau )} a la suma {\displaystyle S(f,{\mathcal {P}},\tau )=\sum _{i=1}^{n}f(t_{i})(x_{i}-x_{i-1}).}Definició.  Es diu que {\displaystyle f} és integrable Riemann en {\displaystyle [a,b]} si existeix un nombre real {\displaystyle I} tal que per a qualsevol {\displaystyle \varepsilon >0}, existeix un {\displaystyle \delta >0} tal que si  {\displaystyle \Vert {\mathcal {P}}\Vert <\delta }, llavors {\displaystyle {\big \vert }S(f,{\mathcal {P}},\tau )-I{\big \vert }<\varepsilon .\qquad (1)} El número {\displaystyle I} s'anomena la integral de Riemann de {\displaystyle f} en {\displaystyle [a,b]} i s'escriu{\displaystyle I=\int _{a}^{b}f(x)\,dx\quad {\text{o}}\quad I=\int _{a}^{b}f.}Utilitzant la notació dels límits,  s'escriu
| {\displaystyle \lim _{\Vert {\mathcal {P}}\Vert \to 0}S(f,{\mathcal {P}},\tau )=\int _{a}^{b}f.} |
Unicitat de la integral. L'expressió {\displaystyle \lim _{\Vert {\mathcal {P}}\Vert \to 0}S(f,{\mathcal {P}},\tau )=\int _{a}^{b}f} no és un límit ordinari, ja que les sumes de Riemann {\displaystyle S(f,{\mathcal {P}},\tau )}  no depenen directament del pas de la partició {\displaystyle \Vert {\mathcal {P}}\Vert }; en conseqüència, cal demostrar directament la unicitat del límit.
Conjunt de les funcions integrables. El conjunt de les funcions {\displaystyle f:[a,b]\to \mathbb {R} } que són integrables Riemann el designarem per   {\displaystyle {\mathcal {R}}[a,b]}.
En cas que no es compleixi la condició (1) es diu que la funció {\displaystyle f} no és integrable Riemann o que la integral de Riemann de {\displaystyle f} no existeix.
Nomenclatura. Atès que fins la darrera secció només parlarem de la integral de Riemann, sempre que diguem funció integrable s'ha d'entendre funció integrable Riemann, i per integral  s'ha d'entendre integral de Riemann.
Generalment, moltes integrals es calculen utilitzant una primitiva o antiderivada de la funció (és  dir, el teorema fonamental del càlcul,  vegeu més endavant); però és interessant estudiar alguns exemples utilitzant la definició que hem donat 

### Exemples

Figura 7. La regió sota la funció constant en l'interval és una rectangle

#### Exemple 2. Funció constant
Sigui {\displaystyle f} una funció constant en un interval arbitrari  {\displaystyle f:[a,b]\to \mathbb {R} }, {\displaystyle f(x)=C,\ {\text{per a tot}}\ x\in [a,b].}Anem a veure que és integrable i que (vegeu la Figura 7)  la integral coincideix amb l'àrea del rectangle corresponent:{\displaystyle \int _{a}^{b}f=C(b-a).} En efecte, per qualsevol partició marcada, {\displaystyle S(f,{\mathcal {P}},\tau )=\sum _{i=1}^{n}f(t_{i})(x_{i}-x_{i-1})=C\sum _{i=1}^{n}(x_{i}-x_{i-1})=C(b-a).}És evident que es compleix la condició (1) amb   {\displaystyle I=C(b-a)}. Així, {\displaystyle \int _{a}^{b}f=C(b-a).}

#### Continuació de  l'Exemple 1.
Considerem la funció identitat en l'interval unitat {\displaystyle [0,1]},  {\displaystyle f:[0,1]\to \mathbb {R} }, {\displaystyle f(x)=x.}Vegeu la Figura 4. Tenim que   {\displaystyle f\in {\mathcal {R}}[0,1]} i  {\displaystyle \int _{0}^{1}f=1/2}.

#### Exemple 3. Funció de Thomae

Figura 8. Funció de Thomae a l'interval (0,1)

Aquesta funció, introduïda per Johannes Thomae el 1875, és coneguda amb molts altres noms, com per exemple, funció de gotes de pluja, funció de núvols numerables, estrelles sobre Babilònia (J. H. Conway). És un exemple d'una funció que té un nombre infinit numerable de punts de discontinuïtat però que és integrable. És la funció {\displaystyle f:[0,1]\to \mathbb {R} } definida per{\displaystyle f(x)={\begin{cases}1,&{\text{si }}x=0,\\{\dfrac {1}{q}},&{\text{si }}x={\dfrac {p}{q}}\ {\text{amb }}\ p\ {\text{i}}\ q\ {\text{primers entre si,}}\\0,&{\text{si }}x{\text{ és irracional.}}\end{cases}}}(hi ha autors que donen altres valors a {\displaystyle f(x)} quan {\displaystyle x=0}  o {\displaystyle x=1}; això no altera les propietats de les que parlarem). Vegeu la Figura 8. Aquesta funció és continua a tots els números irracionals i discontinua en tots els números racionals, i per tant té un nombre numerable de punts de discontinuïtat. Tenim   que  {\displaystyle f\in {\mathcal {R}}[0,1]} i  {\displaystyle \int _{0}^{1}f=0} Exemple 4. La funció de Dirichlet. Una funció no integrable 
Considerem la funció de Dirichlet restringida a l'interval [0,1],  {\displaystyle f:[0,1]\to \mathbb {R} },  {\displaystyle f(x)={\begin{cases}0,&{\text{si }}x\ {\text{és irracional}},\\1,&{\text{si }}x\ {\text{és racional}}.\end{cases}}}Aquesta funció, que no és contínua en cap punt no és integrable. Això es pot veure construint sumes de Riemann on tots els punts d'avaluació són nombres irracionals, que donaran totes zero, i sumes de Riemann on aquests punts són racionals que donaran totes 1, i per tant no es pot complir la condició 1.

## Funcions integrables
Propietat.  Les funcions contínues, funcions contínues a trossos fitades i les funcions monòtones, definides en un interval finit són integrables.

### Funcions fitades
Recordem que una funció {\displaystyle f:[a,b]\to \mathbb {R} } és diu que és fitada o acotada si existeix un nombre real {\displaystyle M>0} tal que {\displaystyle |f(x)|<M} per a tot {\displaystyle x\in [a,b]}. Noteu que les funcions contínues, monòtones i esglaonades definides en un interval finit són fitades.
Propietat.  Tota funció integrable és fitada.
Aquesta propietat és interessant ja que dóna una condició necessària per a la integrabilitat. Si tenim una funció que no és fitada, segur que no és integrable (però veieu més endavant les integrals impròpies per a una extensió del concepte d'integrabilitat.)

### Caracterització de Lebesgue de les funcions integrables
La següent caracterització de les funcions integrables, deguda a Henri Lebesgue, és molt important: 
Teorema.   Una funció  {\displaystyle f:[a,b]\to \mathbb {R} } fitada és integrable si i només si el conjunt de punts on es discontinua té mesura de Lebesgue zero (també es diu que la funció és contínua quasi per tot arreu).
Els conjunts amb un número  finit o infinit numerable de punts de {\displaystyle \mathbb {R} } tenen mesura de Lebesgue 0. Per aquest motiu, la caracterització de Lebesgue inclou les funcions contínues en un interval finit (el conjunt de punts on són discontínues és {\displaystyle \emptyset }), les funcions fitades contínues a trossos -en particular les funcions esglaonades- en un interval finit (tenen un nombre finit de punts de discontinuïtat) i les funcions monòtones en un interval finit (tenen, com a màxim, un nombre numerable de punts de discontinuïtat).

### Aproximació a la integral per successions
Quan sabem que una funció és integrable podem calcular la seva integral escollint una successió de particions i de punts d'avaluació convenients, tal com hem fet a l'exemple 1. Això es basa en la següent propietat: 
Teorema.   Considerem una funció {\displaystyle f\in {\mathcal {R}}[a,b]} i sigui {\displaystyle \{{\mathcal {P}}_{m},\,m\geq 1\}}  una successió de particions qualsevol amb {\displaystyle \lim _{m\to \infty }\Vert {\mathcal {P}}_{m}\Vert =0}, i punts d'avaluació  arbitraris {\displaystyle \{\tau _{m},\,m\geq 1\}}. Aleshores{\displaystyle \lim _{m\to \infty }S(f,{\mathcal {P}}_{m},\tau _{m})=\int _{a}^{b}f.}

## Propietats
Excepte quan s'especifica una altra referència, aquestes propietats es troben demostrades a Bartle and Shebert .

### Operacions amb funcions integrables

#### Linealitat
{\displaystyle \bullet } Si {\displaystyle f,g\in {\mathcal {R}}[a,b]}  i   {\displaystyle \lambda ,\mu \in \mathbb {R} } , llavors  {\displaystyle \lambda f+\mu g\in {\mathcal {R}}[a,b]} i {\displaystyle \int _{a}^{b}(\lambda f+\mu g)=\lambda \int _{a}^{b}f+\mu \int _{a}^{b}g.}

#### Producte
{\displaystyle \bullet } Si {\displaystyle f,g\in {\mathcal {R}}[a,b]}, llavors   {\displaystyle f\,g\in {\mathcal {R}}[a,b]}, on {\displaystyle f\,g} designa el producte de les funcions {\displaystyle f} i {\displaystyle g}:  {\displaystyle (f\,g)(x)=f(x)\,g(x)}.
Cal notar que, en general, {\displaystyle \int _{a}^{b}f\,g\neq \int _{a}^{b}f\,\int _{a}^{b}g.}Per exemple, si {\displaystyle f,g:[0,1]\to \mathbb {R} }, {\displaystyle f(x)=g(x)=x,}llavors{\displaystyle \int _{0}^{1}f\cdot \int _{0}^{1}g={\Big (}\int _{0}^{1}x\,dx{\Big )}^{2}={\frac {1}{4}},\quad {\text{mentre que}}\quad \int _{0}^{1}fg=\int _{0}^{1}x^{2}\,dx={\frac {1}{3}}.}També tenim :
{\displaystyle \bullet } Si {\displaystyle f\in {\mathcal {R}}[a,b]} i existeix {\displaystyle \delta >0} tal que {\displaystyle \vert f(x)\vert \geq \delta } per a tot {\displaystyle x\in [a,b]}, llavors  {\displaystyle 1/f\in {\mathcal {R}}[a,b]} .
{\displaystyle \bullet } Si {\displaystyle f\in {\mathcal {R}}[a,b]}, tal que {\displaystyle f(x)\geq 0} per a tot {\displaystyle x\in [a,b]}, llavors  {\displaystyle f^{1/k}\in {\mathcal {R}}[a,b]} per a qualsevol {\displaystyle k\in \mathbb {N} }.

#### Mínim i màxim de dues funcions
Donades dues funcions {\displaystyle f,g:[a,b]\to \mathbb {R} }, considerem el mínim i màxim:{\displaystyle (f\land g)(x)=\min\{f(x),g(x)\}\quad {\text{i}}\quad (f\lor g)(x)=\max\{f(x),g(x)\}.}{\displaystyle \bullet }  Si {\displaystyle f,g\in {\mathcal {R}}[a,b]} , llavors,  {\displaystyle f\land g,f\lor g\in {\mathcal {R}}[a,b]}.

#### Composició de funcions integrables
Veurem amb un exemple que la composició de funcions integrables en general no és integrable i que cal demanar condicions addicionals. Els següent teorema  cobreix els casos més habituals.
Teorema. Sigui {\displaystyle f\in {\mathcal {R}}[a,b]} , amb  {\displaystyle f{\big (}[a,b])\subset [c,d]}, i sigui {\displaystyle g:[c,d]\to \mathbb {R} } contínua. Aleshores  {\displaystyle g\circ f\in {\mathcal {R}}[a,b]}.
Observació. Atès que tota funció integrable és fitada, la condició {\displaystyle f{\big (}[a,b])\subset [c,d]}  no suposa cap restricció sobre {\displaystyle f}.
Exemple d'una composició de funcions integrables que no és integrable. Sigui {\displaystyle f:[0,1]\to \mathbb {R} } definida per  {\displaystyle f(x)={\begin{cases}1,&{\text{si }}x\neq 0,\\0,&{\text{si }}x=0.\end{cases}}}Tenim que {\displaystyle f\in {\mathcal {R}}[0,1]} i {\displaystyle f{\big (}[0,1])\subset [0,1]}. Designem per {\displaystyle g:[0,1]\to \mathbb {R} } la funció de Thomae que hem introduït a l'exemple 3,  i que també és integrable. Llavors   {\displaystyle (g\circ f)(x)=g(f(x))={\begin{cases}1,&{\text{si }}x\in \mathbb {Q} \cap [0,1],\\0,&{\text{altrament}},\end{cases}}}que és la funció de Dirichlet de l'exemple 4,  que hem vist que no era integrable.

### Integració en un subinterval
Sigui {\displaystyle [r,s]\subset [a,b]}. Si {\displaystyle f:[a,b]\to \mathbb {R} },  designarem per la mateixa lletra {\displaystyle f} la restricció de {\displaystyle f} a  {\displaystyle [r,s]}.
{\displaystyle \bullet } Si {\displaystyle f\in {\mathcal {R}}[a,b]}, també   {\displaystyle f\in {\mathcal {R}}[r,s]}.

#### Partició de l'interval d'integració
Continuem designant per la mateixa lletra una funció i la seva restricció en un subinterval.
{\displaystyle \bullet } Sigui {\displaystyle f:[a,b]\to \mathbb {R} } i {\displaystyle c\in (a,b)}. Si  {\displaystyle f\in {\mathcal {R}}[a,c]}  i {\displaystyle f\in {\mathcal {R}}[c,b]} , llavors {\displaystyle f\in {\mathcal {R}}[a,b]}  i {\displaystyle \int _{a}^{b}f=\int _{a}^{c}f+\int _{c}^{b}f.}Convenis.
{\displaystyle \bullet } {\displaystyle \int _{a}^{a}f=0.}
{\displaystyle \bullet } Si {\displaystyle a<b},  i {\displaystyle f\in {\mathcal {R}}[a,b]}, definim {\displaystyle \int _{b}^{a}f=-\int _{a}^{b}f.}La propietat anterior es pot generalitzar de la següent manera:
{\displaystyle \bullet } Sigui {\displaystyle f:[a,b]\to \mathbb {R} } i {\displaystyle \alpha ,\beta ,\gamma \in [a,b]} . Aleshores {\displaystyle \int _{\alpha }^{\beta }f=\int _{\alpha }^{\gamma }f+\int _{\gamma }^{\beta }f,}en el sentit que si existeixen dues de les integrals, també existeix la tercera i es compleix la igualtat.

### Positivitat i monotonia
{\displaystyle \bullet } Sigui   {\displaystyle f\in {\mathcal {R}}[a,b]}, amb  {\displaystyle f(x)\geq 0} per a tot {\displaystyle x\in [a,b]}. Llavors {\displaystyle \int _{a}^{b}f\geq 0.}D'aquí es dedueix:
{\displaystyle \bullet } Siguin {\displaystyle f,g\in {\mathcal {R}}[a,b]} tal que   {\displaystyle f(x)\geq g(x)} per a tot  {\displaystyle x\in [a,b]} . Llavors, {\displaystyle \int _{a}^{b}f\geq \int _{a}^{b}g.}

### Valor absolut
{\displaystyle \bullet } Sigui {\displaystyle f\in {\mathcal {R}}[a,b]}. Llavors {\displaystyle |f|\in {\mathcal {R}}[a,b]} i {\displaystyle {\Big |}\int _{a}^{b}f{\Big |}\leq \int _{a}^{b}{\big |}f\,{\big |}.}

### Continuïtat de la integral
Teorema. Sigui  {\displaystyle f\in {\mathcal {R}}[a,b]}. Definim {\displaystyle F:[a,b]\to \mathbb {R} } per {\displaystyle F(x)=\int _{a}^{x}f(t)\,dt.}Aleshores {\displaystyle F} és contínua en  {\displaystyle [a,b]}.
El primer teorema del càlcul integral (vegeu més endavant) estableix que {\displaystyle F} és derivable en tots els punts on {\displaystyle f} és contínua.

### Teoremes del valor mitjà per a integrals
Les demostracions dels dos teoremes següents es basen en el Teorema del  valor intermedi per a funcions contínues (no confondre amb el Teorema del valor mitjà del càlcul diferencial).
Primer teorema del valor mitjà . Sigui {\displaystyle f:[a,b]\to \mathbb {R} }  una funció contínua i  {\displaystyle g\in {\mathcal {R}}[a,b]} que no canvia de signe en l'interval {\displaystyle [a,b]}. Aleshores existeix {\displaystyle c\in (a,b)}  tal que {\displaystyle \int _{a}^{b}f(x)g(x)\,dx=f(c)\int _{a}^{b}g(x)\,dx.}En particular, si ho apliquem a {\displaystyle g(x)=1}, existeix {\displaystyle c\in (a,b)} tal que {\displaystyle \int _{a}^{b}f=f(c)(b-a).}

Figura 10. L'àrea del rectangle en blau coincideix amb el valor de la integral i amb l'àrea de la regió en verd de la Figura 1.

Comentaris.  1. En el cas  {\displaystyle g(x)=1} i {\displaystyle f(x)\geq 0}, per a tot {\displaystyle x\in [a,b]},  el teorema  diu que existeix un punt {\displaystyle c\in [a,b]} tal que l'àrea de la regió en verd de la Figura 1 coincideix amb l'àrea del rectangle de base {\displaystyle b-a}  i altura {\displaystyle f(c)}, vegeu la Figura 10 .
2.  En el cas {\displaystyle g(x)=1}, aquest teorema es pot interpretar de la següent manera:  considerem una partició {\displaystyle {\mathcal {P}}} de {\displaystyle [a,b]} amb punts equidistants, {\displaystyle x_{0}=a,\,x_{1}=a+{\frac {b-a}{n}},\,x_{2}=a+{\frac {2(b-a)}{n}}\dots ,x_{n}=a+{\frac {n(b-a)}{n}}=b.}Per qualsevol família de punts d'avaluació {\displaystyle \tau =\{t_{1},\dots ,t_{n}\}}, tenim que {\displaystyle S(f,{\mathcal {P}},\tau )=\sum _{i=1}^{n}f(t_{i})(x_{i+1}-x_{i})=(b-a){\frac {1}{n}}\sum _{i=1}^{n}f(t_{i}).}Per tant, {\displaystyle {\frac {1}{b-a}}S(f,{\mathcal {P}},\tau )={\frac {1}{n}}\sum _{i=1}^{n}f(t_{i}),}que és la mitjana aritmètica dels punts  {\displaystyle f(t_{1}),\dots ,f(t_{n})} . Fent un pas al límit quan  {\displaystyle n\to \infty }, podem interpretat {\displaystyle \int _{a}^{b}f} com el valor mitjà de la funció {\displaystyle f} en l'interval   {\displaystyle [a,b]}. Per tant, el teorema del valor mitjà per a integrals diu que existeix un punt {\displaystyle c\in (a,b)}  tal que {\displaystyle f(c)} coincideix amb el valor mitjà de {\displaystyle f} en {\displaystyle [a,b]}.
3. En termes de probabilitats, sigui {\displaystyle X} una variable aleatòria uniforme contínua en l'interval {\displaystyle [a,b]}, amb funció de densitat  {\displaystyle h(x)={\begin{cases}{\dfrac {1}{b-a}},&{\text{ si }}x\in [a,b],\\\\0,&{\text{ altrament }}.\end{cases}}}Llavors l'esperança de la variable aleatòria  {\displaystyle f(X)} és {\displaystyle E[f(X)]={\frac {1}{b-a}}\int _{a}^{b}f(x)\,dx.}Per tant, tenim {\displaystyle f(c)=E[f(x)].}
Segon teorema del valor mitjà. 1. Sigui  {\displaystyle f\in {\mathcal {R}}[a,b]} i  {\displaystyle g:[a,b]\to \mathbb {R} } monòtona creixent. Aleshores  existeix {\displaystyle c\in (a,b)} tal que {\displaystyle \int _{a}^{b}f(x)\,g(x)\,dx=g(a)\int _{a}^{c}f(x)\,dx+g(b)\int _{c}^{b}f(x)\,dx.}2. Si a més,  {\displaystyle g(x)\geq 0}, per a tot {\displaystyle x\in [a,b]}, aleshores existeix {\displaystyle c\in (a,b)} tal que {\displaystyle \int _{a}^{b}f(x)\,g(x)\,dx=g(b)\int _{c}^{b}f(x)\,dx.}La propietat 2  s'anomena Teorema de Bonnet.

## Sumes de Darboux
Article principal. Integral de Darboux
La referència d'aquesta secció és   Spivak .
Considerem una funció {\displaystyle f:[a,b]\to \mathbb {R} } fitada, i  sigui {\displaystyle {\mathcal {P}}=\{x_{0},\dots ,x_{n}\}} una partició de l'interval  {\displaystyle [a,b]}. Per a {\displaystyle i=1,\dots ,n} , considerem l'ínfim i el suprem de {\displaystyle f}  en l'interval   {\displaystyle [x_{i-1},x_{i}]}:  {\displaystyle m_{i}=\inf _{x\in [x_{i-1},x_{i}]}f(x)\quad {\text{i}}\quad M_{i}=\sup _{x\in [x_{i-1},x_{i}]}f(x).}Notem és essencial que la funció estigui fitada pet tal que aquests ínfims i suprems siguin finits.

Figura 11. Suma inferior de Darboux

Figura 12. Suma superior de Darboux

Definim la suma inferior i la suma superior de Darboux de {\displaystyle f} respecte de  {\displaystyle {\mathcal {P}}}  per {\displaystyle L(f,{\mathcal {P}})=\sum _{i=1}^{n}m_{i}{\big (}x_{i+1}-x_{i}{\big )}\quad {\text{i}}\quad U(f,{\mathcal {P}})=\sum _{i=1}^{n}M_{i}{\big (}x_{i+1}-x_{i}{\big )}}respectivament. En el cas que {\displaystyle f(x)\geq 0} per a tot {\displaystyle x\in [a,b]}, la suma inferior és una aproximació per defecte a l'àrea que volem calcular (Figura 11), i la suma superior una aproximació per excés (Figura 12).
Cal notar que per qualsevol conjunt de punts d'avaluació {\displaystyle \tau } ,{\displaystyle L(f,{\mathcal {P}})\leq S(f,{\mathcal {P}},\tau )\leq U(f,{\mathcal {P}}).}Definim la integral inferior per {\displaystyle {\underline {\int }}_{a}^{b}f=\sup {\big \{}L(f,{\mathcal {P}}):{\mathcal {P}}\ {\text{és una partició de }}[a,b]{\big \}}}
i la integral superior {\displaystyle {\overline {\int }}_{a}^{b}f=\inf\{U(f,{\mathcal {P}}):{\mathcal {P}}\ {\text{és una partició de }}[a,b]{\big \}}.}
Tenim llavors que {\displaystyle {\underline {\int }}_{a}^{b}f\leq {\overline {\int }}_{a}^{b}f.}Teorema   . Sigui  {\displaystyle f:[a,b]\to \mathbb {R} } una funció fitada. Aleshores {\displaystyle f\in {\mathcal {R}}[a,b]}  si i només si {\displaystyle {\underline {\int }}_{a}^{b}f={\overline {\int }}_{a}^{b}f.}En aquest cas, {\displaystyle \int _{a}^{b}f={\underline {\int }}_{a}^{b}f={\overline {\int }}_{a}^{b}f.}La  integral de Riemann també s'anomena integral de Darboux.
Les sumes inferiors i superiors permeten simplificar algunes demostracions. Per exemple, anem a demostrar que la funció de Diriclet no és integrable.
Continuació de l'exemple 4. Sigui {\displaystyle f} la funció de Dirichlet i   {\displaystyle {\mathcal {P}}} una partició arbitrària. Atès que en tot interval no trivial hi ha nombres irracionals i nombres racionals, tindrem que 
{\displaystyle L(f,{\mathcal {P}})=0\quad {\text{i}}\quad U(f,{\mathcal {P}})=1.}Per tant, 
{\displaystyle {\underline {\int }}_{a}^{b}f=0\quad {\text{i}}\quad {\overline {\int }}_{a}^{b}f=1.}

## Teorema fonamental del càlcul integral
Article principal: Teorema fonamental del Càlcul
El teorema fonamental del càlcul integral s'acostuma a separar en dues parts o dos teoremes; habitualment la primera part (però l'ordre depèn dels autors) fa referència a la derivació d'integrals, i la segona a la integració de derivades, la qual també s'anomena regla de Barrow.
Hem vist que si {\displaystyle f\in {\mathcal {R}}[a,b]}, aleshores la funció {\displaystyle F(x)=\int _{a}^{x}f(t)\,dt} és contínua. La primera part del Teorema fonamental del càlcul afirma que en tots els punts on {\displaystyle f} sigui contínua, aleshores  {\displaystyle F} serà derivable.
1a. part (o primer teorema fonamental del càlcul integral). Sigui  {\displaystyle f\in {\mathcal {R}}[a,b]}. Definim {\displaystyle F:[a,b]\to \mathbb {R} } per {\displaystyle F(x)=\int _{a}^{x}f(t)\,dt.}Aleshores, si {\displaystyle f} és contínua en un punt {\displaystyle c\in [a,b]}, llavors {\displaystyle F}  és derivable en {\displaystyle c} i {\displaystyle F'(c)=f(c).}Si {\displaystyle c=a} o {\displaystyle c=b}, es sobreentén que la derivada és per dreta o l'esquerra respectivament.
Observacions.
1. Alguns autors també inclouen en aquest teorema la propietat que la funció {\displaystyle F} és contínua.
2. Un cas especialment important és quan la funció {\displaystyle f} és contínua en tot l'interval {\displaystyle [a,b]} . Llavors,  {\displaystyle F'(x)=f(x),{\text{ per a qualsevol }}x\in [a,b].}Això ens porta al concepte de primitiva d'una funció.

Recordem que una funció {\displaystyle g:[a,b]\to \mathbb {R} }  tal que {\displaystyle g'(x)=f(x),{\text{ per a qualsevol }}x\in [a,b],}s'anomena una primitiva de {\displaystyle f} en {\displaystyle [a,b]}, o una antiderivada o una integral indefinida. Del Teorema del valor mitjà es dedueix que si {\displaystyle g_{1}} i {\displaystyle g_{2}} són dues primitives de {\displaystyle f}, aleshores existeix una constant  {\displaystyle C} tal que  {\displaystyle g_{2}=g_{1}+C}  .
En aquest context,  la primera part del Teorema fonamental del Càlcul diu que si {\displaystyle f} és contínua en {\displaystyle [a,b]}, llavors la funció {\displaystyle F(x)=\int _{a}^{x}f(t)\,dt} és una primitiva de  {\displaystyle f} en {\displaystyle [a,b]}.
2a. part (o segon teorema fonamental o regla de Barrow). Considerem una funció {\displaystyle f\in {\mathcal {R}}[a,b]} i sigui {\displaystyle g:[a,b]\to \mathbb {R} } una primitiva de {\displaystyle f} en {\displaystyle [a,b]}. Aleshores {\displaystyle \int _{a}^{b}f=g(b)-g(a).}Notació. Donada una funció {\displaystyle h}, s'escriu {\displaystyle h{\Big |}_{a}^{b}=h(x){\Big |}_{x=a}^{b}=h(b)-h(a).}Així, la 2a. part del teorema fonamental diu que {\displaystyle \int _{a}^{b}f=g{\Big |}_{a}^{b}.}
Observació. Aquest teorema pot escriure's només en termes de la funció {\displaystyle g}: Sigui   {\displaystyle g:[a,b]\to \mathbb {R} } una funció que és derivable en {\displaystyle [a,b]} i tal que la seva derivada sigui integrable,  {\displaystyle g'\in {\mathcal {R}}[a,b]}. Aleshores {\displaystyle \int _{a}^{b}g'=g(b)-g(a).}

### Taules de primitives
Articles principals:  Taula d'integrals. Càlcul d'integrals
Una manera habitual de calcular la integral d'una funció és buscant una primitiva. Hi ha reculls de primitives a internet o en paper. Però cal tenir present que hi ha funcions que no tenen una primitiva expressable en termes de funcions elementals (les funcions elementals són les funcions racionals, exponencials, trigonomètriques, ...), vegeu Perelló ; un exemple és la funció {\displaystyle e^{-x^{2}}} (vegeu un comentari sobre la  demostració a). En general, la teoria diferencial de Galois estudia quan una funció elemental té una primitiva expressable en funcions elementals.

### Fórmula d'integració per parts
Article principal: Integració per parts.
De la fórmula per derivar un producte de funcions es dedueix la següent propietat.
Fórmula d'integració per parts . Siguin {\displaystyle u,v:[a,b]\to \mathbb {R} }  derivables, amb {\displaystyle u',v'\in {\mathcal {R}}[a,b]} (és a dir,  {\displaystyle u} i {\displaystyle v} són primitives de {\displaystyle u'} i {\displaystyle v'} respectivament). Aleshores  {\displaystyle uv} és una primitiva de {\displaystyle u'v+uv'} i si {\displaystyle u',v'\in {\mathcal {R}}[a,b]} aleshores  {\displaystyle \int _{a}^{b}u(x)\,v'(x)\,dx=u(b)\,v(b)-u(a)\,v(b)-\int _{a}^{b}u'(x)\,v(x)\,dx.}
La fórmula anterior també s'escriu amb les següent notacions: posem{\displaystyle du(x)=u'(x)\,dx\quad {\text{i}}\quad dv(x)=v'(x)\,dx.}Aleshores, {\displaystyle \int _{a}^{b}u\,dv=u(b)u(b)-u(a)u(a)-\int _{a}^{b}v\,du.}Aquesta expressió és coherent amb la fórmula d'integració per parts per la integral de Riemann-Stieltjes en el cas que {\displaystyle u'} i {\displaystyle v'} siguin contínues.
Vegeu l'aparta següent per un exemple.

### Fórmula de canvi de variables
Article principal: Integració per canvi de variable.
De la 1a. part del Teorema fonamental del càlcul i de la regla de la cadena per a derivar funcions compostes es dedueix l'important fórmula de canvi de variables: 
Fórmula de canvi de variables. Sigui  {\displaystyle g:[c,d]\to \mathbb {R} } derivable amb derivada {\displaystyle g'} contínua, i sigui {\displaystyle f:g{\big (}[c,d]{\big )}\to \mathbb {R} } contínua. Aleshores  {\displaystyle \int _{g(c)}^{g(d)}f(x)\,dx=\int _{c}^{d}f{\big (}g(t){\big )}g'(t)\,dt.\qquad (2)}Observació. A la fórmula (2)  no és suposa que {\displaystyle g(c)<g(d)} i cal tenir present  que s'aplica el conveni que hem comentat al principi que si {\displaystyle r>s}, llavors  {\displaystyle \int _{r}^{s}h=-\int _{s}^{r}h} .

Figura 13. En negre, corba. La regió entre la corba i l'eix d'abscisses és la quarta part del cercle unitat

Exemple 5.  Volem calcular la integral {\displaystyle \int _{0}^{1}{\sqrt {1-x^{2}}}\,dx.}La corba {\displaystyle y={\sqrt {1-x^{2}}}} per a {\displaystyle x\in [0,1]}  és la part de la circumferència unitat que està al primer quadrant, vegeu la Figura 13, i l'àrea de la regió entre aquesta corba, l'eix d'abscisses i les rectes verticals per {\displaystyle x=0}  i {\displaystyle x=1} és la quarta part de l'àrea del cercle unitat, que és {\displaystyle \pi /4}.
Veiem que {\displaystyle \int _{0}^{1}{\sqrt {1-x^{2}}}\ dx={\frac {\pi }{4}}.}
Mitjançant el canvi de variables {\displaystyle x=\cos t} tenim que 
{\displaystyle \int _{0}^{1}{\sqrt {1-x^{2}}}\,dx=\int _{0}^{\pi /2}\sin ^{2}t\,dt.}Ara calcularem aquesta integral per la fórmula d'integració per parts: prenem
{\displaystyle u=\sin t\quad {\text{i}}\quad dv=\sin t\,dt,}amb la qual cosa {\displaystyle du=\cos t\,dt\quad {\text{i}}\quad dv=-\sin t\,dt,}Llavors,{\displaystyle \int _{0}^{\pi /2}\sin ^{2}t\,dt=-\sin t\,\cos t{\Big \vert }_{0}^{\pi /2}+\int _{0}^{\pi /2}\cos ^{2}t\,dt=\int _{0}^{\pi /2}\cos ^{2}t\,dt.}Canviant a la dreta {\displaystyle \cos ^{2}t} per {\displaystyle 1-\sin ^{2}t} i aïllant {\displaystyle \int _{0}^{\pi /2}\sin ^{2}t\,dt} s'obté
{\displaystyle \int _{0}^{\pi /2}\sin ^{2}t\,dt={\frac {\pi }{4}}.}

### Altres tècniques d'integració
- Integració per reducció
- Integració per substitució trigonomètrica
- Integració de funcions racionals

## Integrals dependents d'un paràmetre i derivació sota  el signe integral
En aquesta secció recollim tres propietats relacionades amb la integral d'una funció de dues variables.
Teorema. Sigui {\displaystyle f:[a,b]\times [c,d]\to \mathbb {R} }  contínua. Definim {\displaystyle F:[c,d]\to \mathbb {R} } per {\displaystyle F(y)=\int _{a}^{b}f(x,y)\,dx.}Aleshores {\displaystyle F} és contínua.
Teorema. Sigui {\displaystyle f:[a,b]\times [c,d]\to \mathbb {R} } tal que per a cada {\displaystyle y\in [c,d]} fixat, la funció {\displaystyle {\begin{aligned}f(\cdot ,y):[a&,b]\to \mathbb {R} \\&x\mapsto f(x,y)\end{aligned}}}sigui integrable, i definim {\displaystyle F:[c,d]\to \mathbb {R} } per {\displaystyle F(y)=\int _{a}^{b}f(x,y)\,dx.} Suposem que {\displaystyle f} és diferenciable en tot punt {\displaystyle y\in [c,d]} i que la derivada parcial  {\displaystyle {\frac {\partial f(x,y)}{\partial y}}:[a,b]\times [c,d]\to \mathbb {R} }és contínua. Aleshores {\displaystyle F} és diferenciable en {\displaystyle (c,d)}  i {\displaystyle F'(y)=\int _{a}^{b}{\frac {\partial f(x,y)}{\partial y}}\,dx.}Aquest teorema es pot generalitzar de forma que els límits d'integració depenguin de la variable {\displaystyle y}.
Teorema. Sigui {\displaystyle f:[a,b]\times [c,d]\to \mathbb {R} } tal que {\displaystyle f} i {\displaystyle \partial f(x,y)/\partial y} siguin contínues, i considerem dues funcion {\displaystyle p,q:[c,d]\to [a,b]} diferenciables. Definim {\displaystyle F:[c,d]\to \mathbb {R} } per{\displaystyle F(y)=\int _{p(y)}^{q(y)}f(x,y)\,dx.}Aleshores {\displaystyle F} és diferenciable en {\displaystyle (c,d)}  i {\displaystyle F'(y)=\int _{p(y)}^{q(y)}{\frac {\partial f(x,y)}{\partial y}}\,dx+f{\big (}q(y),y{\big )}\,q'(y)-f{\big (}p(y),y{\big )}\,p'(y).}

## Integració i  convergència de funcions
En aquesta secció farem servir les dues nocions més habituals de convergència de funcions: la convergència puntual  i la convergència uniforme.
Considerem una successió de funcions {\displaystyle \{f_{n},\ n\geq 1\}} , amb   {\displaystyle f_{n}:[a,b]\to \mathbb {R} } , i sigui {\displaystyle f:[a,b]\to \mathbb {R} }  una altra funció. Es diu que la successió {\displaystyle \{f_{n},\ n\geq 1\}} convergeix a  {\displaystyle f} puntualment si per a cada {\displaystyle x\in [a,b]}  la successió {\displaystyle \{f_{n}(x),\ n\geq 1\}} convergeix a  {\displaystyle f(x)}. És a dir, si per a cada nombre {\displaystyle x\in [a,b]}, per a qualsevol {\displaystyle \varepsilon >0} existeix un nombre natural  {\displaystyle n_{0}} (que, en general, depèn de {\displaystyle \varepsilon } i de {\displaystyle x}) tal que si {\displaystyle n\geq n_{0}} , llavors {\displaystyle |f_{n}(x)-f(x)|<\varepsilon .}S'escriu {\displaystyle \lim _{n\to \infty }f_{n}=f,\ {\text{puntualment}},}o bé {\displaystyle f_{n}{\underset {n\to \infty }{\longrightarrow }}f,\ {\text{puntualment,}}}o alguna altra expressió similar.
D'altra banda, es diu que la successió {\displaystyle \{f_{n},\ n\geq 1\}} convergeix a  {\displaystyle f} uniformement si per a qualsevol {\displaystyle \varepsilon >0} existeix un nombre natural  {\displaystyle n_{0}} (que, en general, depèn de {\displaystyle \varepsilon }, però no de {\displaystyle x}) tal que si {\displaystyle n\geq n_{0}} , llavors {\displaystyle |f_{n}(x)-f(x)|<\varepsilon ,\ {\text{per a qualsevol }}x\in [a,b].}S'escriu {\displaystyle \lim _{n\to \infty }f_{n}=f,\ {\text{uniformement}}\quad {\text{o}}\quad f_{n}{\underset {n\longrightarrow \infty }{\to }}f,\ {\text{uniformement}}.}La convergència uniforme és més forta que la convergència puntual, en el sentit que la convergència uniforme implica la convergència puntual. Si en una successió de funcions no s'especifica el tipus de convergència, es sobreentén que és convergència puntual.
Tenim les següents dues propietats relacionades amb la integració.
Teorema de la convergència uniforme.  Sigui  {\displaystyle \{f_{n},\ n\geq 1\}} una successió de funcions tal que  {\displaystyle f_{n}\in {\mathcal {R}}[a,b]} , i sigui  {\displaystyle f:[a,b]\to \mathbb {R} } una altra funció. Suposem que {\displaystyle \lim _{n\to \infty }f_{n}=f,\ {\text{uniformement.}}}Llavors, {\displaystyle f\in {\mathcal {R}}[a,b]} i {\displaystyle \lim _{n\to \infty }\int _{a}^{b}f_{n}=\int _{a}^{b}{\Big (}\lim _{n\to \infty }f_{n}{\Big )}=\int _{a}^{b}f.}A l'expressió anterior es diu que s'ha commutat (o intercanviat) el límit amb la integral.
Teorema de la convergència acotada.   Sigui  {\displaystyle \{f_{n},\ n\geq 1\}} una successió de funcions tal que  {\displaystyle f_{n}\in {\mathcal {R}}[a,b]} , i sigui  {\displaystyle f\in {\mathcal {R}}[a,b]} una altra funció. Suposem que existeix un nombre {\displaystyle M>0} tal que per a tot  {\displaystyle n\geq 1}, {\displaystyle |f_{n}(x)|\leq M,{\text{per a tot}}\ x\in [a,b]} (es diu que la successió està uniformement fitada o acotada) i que{\displaystyle \lim _{n\to \infty }f_{n}=f,\ {\text{puntualment.}}}Llavors,  {\displaystyle \lim _{n\to \infty }\int _{a}^{b}f_{n}=\int _{a}^{b}{\Big (}\lim _{n\to \infty }f_{n}{\Big )}=\int _{a}^{b}f.}Cal notar que ambdós teoremes tenen hipòtesis molt diferents: al primer no s'exigeix que la funció limit {\displaystyle f} sigui integrable, però es demana que la convergència sigui uniforme, mentre que al segon teorema la convergència es puntual però sabem que {\displaystyle f} és integrable, a més de demanar l'acotació uniforme de la successió.

## Àrea entre una corba i l'eix d'abscisses
Article principal: Àrea

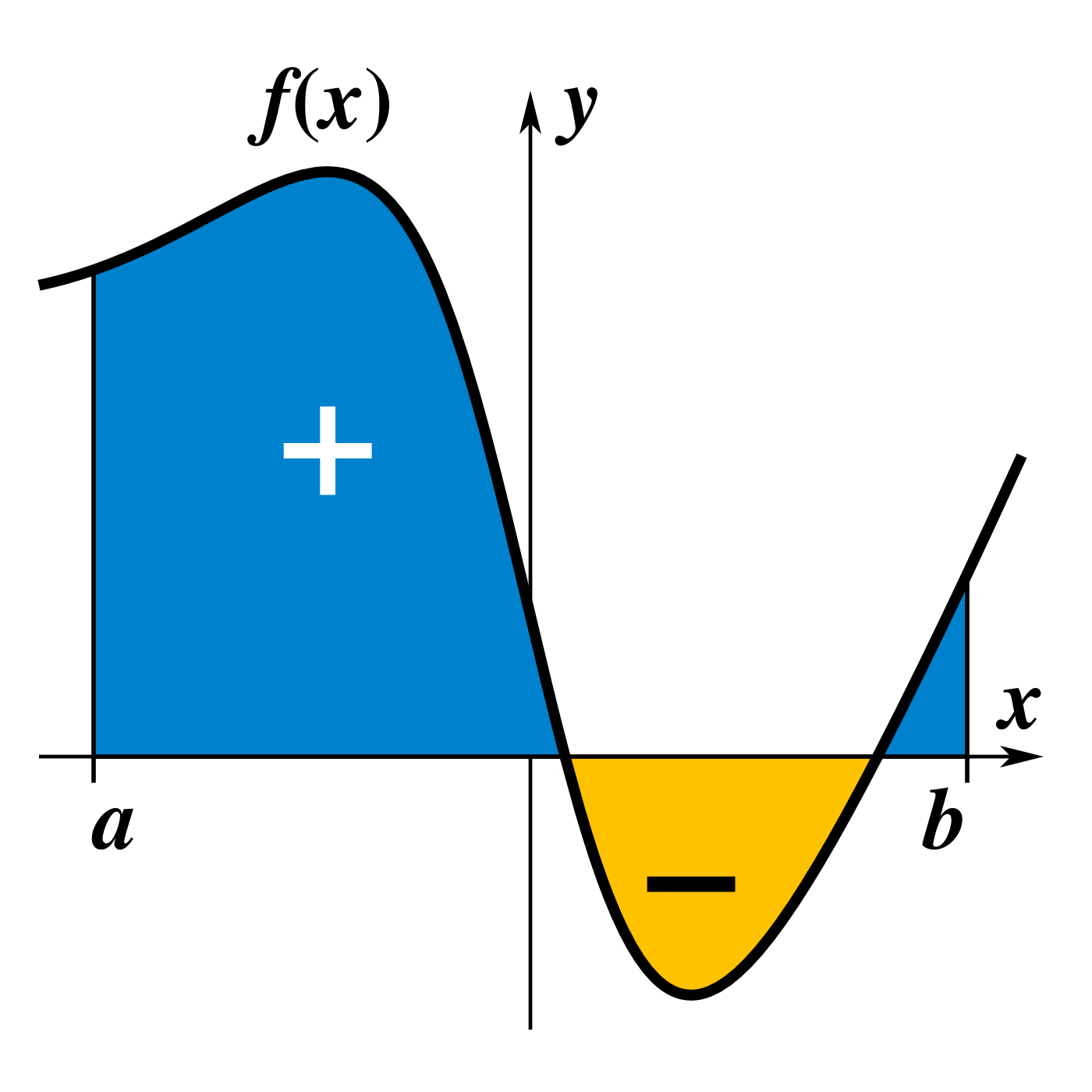
Figura 14. La integral és positiva en els intervals on la funció és positiva i negativa en aquells intervals on la funció és negativa.

Per definir la integral hem partit de la intuïció geomètrica del concepte d'àrea, però realment no hem donat cap definició prèvia d'àrea d'una regió del pla, vegeu els comentaris  a  i  . En aquest punt, com és tan habitual en matemàtiques, invertirem l'ordre i definirem l'àrea de certes regions mitjançant la integral. Així, l'àrea de la regió limitada per una corba donada per una funció integrable {\displaystyle f:[a,b]\to \mathbb {R} }, amb {\displaystyle f(x)\geq 0} per  a tot  {\displaystyle x\in [a,b]}, l'eix d'abscisses i les rectes verticals per {\displaystyle a} i {\displaystyle b} es defineix com la integral {\displaystyle \int _{a}^{b}f} , vegeu la Figura 1. Tal com hem vist als exemples, aquesta definició és coherent amb els càlculs elementals de les àrees dels rectangles, triangles i cercles.
D'altra banda, si la funció que integrem és negativa, totes les sumes de Riemann seran negatives i  la integral donarà negativa, i si la funció té valors positius i negatius, en les sumes de Riemann hi ha haurà sumands positius i negatius. Per tant, si la funció és negativa, o té parts positives i negatives, aleshores la integral no donarà l'àrea, vegeu la Figura 14.
Donada una bona funció {\displaystyle f:[a,b]\to \mathbb {R} } com la de la Figura 14, que alterna intervals on la funció és positiva i intervals on és negativa, per calcular l'àrea entre la corba, l'eix d'abscisses i les rectes verticals per {\displaystyle a} i {\displaystyle b},  es divideix l'interval {\displaystyle [a,b]} de la forma{\displaystyle [a,b]=[c_{0},c_{1}]\cup \cdots \cup [c_{k-1},c_{k}],}on {\displaystyle a=c_{0}<\cdots <c_{k}=b}, i tals que {\displaystyle f} no canvii de signe en cadascun dels intervals. Llavors és calcula la integral en els diferents intervals i es sumen els valors absoluts de les integrals:{\displaystyle {\text{Area}}=\sum _{j=1}^{k}{\Bigg |}\int _{c_{k-1}}^{c_{k}}f{\Bigg |}.}

Figura 15. L'àrea entre les dues corbes és calcula mitjançant la diferència entre les integrals de les dues funcions.

Finalment, aquestes fórmules es poden estendre a calcular l'àrea entre dos corbes donades per dues funcions integrables {\displaystyle f,g:[a,b]\to \mathbb {R} }  i les rectes verticals per {\displaystyle a} i {\displaystyle b}. Partim del cas que {\displaystyle 0\leq g(x)\leq f(x)} per a tot {\displaystyle x\in [a,b]} , vegeu la Figura 15, llavors l'àrea és{\displaystyle \int _{a}^{b}{\Big (}f-g{\Big )}.}Tal com diu Spivak , els problemes de calcular l'àrea limitada entre els gràfics de més d'una funció pot demanar molta inventiva.

## Càlcul numèric d'integrals

### Mètodes deterministes
Article principal: Integració numèrica
A moltes aplicacions pràctiques, les d'integrals que apareixen no es poden calcular mitjançant una primitiva, ja sigui perquè no es coneix una primitiva, o que es conegui però sigui molt difícil d'avaluar, o perquè no existeixi una primitiva, tal com hem assenyalat en la secció Taules de primitives; també pot ocórrer que la funció que volem integrar només sigui coneguda numèricament mitjanant uns punts de mostreig;  aleshores es recorre al càlcul numèric de la integral, que s'anomena integració numèrica o quadratura numèrica.
En una primera aproximació, si la funció que tenim es contínua o contínua a trossos, com que serà integrable, podem utilitzar una successió de particions adient i aproximar la integral per sumes de Riemann; aquesta tècnica és coneix per mètode rectangular. Però cal tenir present que els mètodes numèrics no són útils si no es pot estimar la diferència entre l'autèntic valor de la integral i el valor aproximat. Al llarg dels anys s'han desenvolupat nombrosos mètodes.
Veieu els següents articles: 
- Mètode rectangular
- Mètode de Simpson
- Mètode trapezial
- Mètode de Romberg
- Quadratura de Gauss
- Quadratura adaptativa

### Mètode de Montecarlo
Article principal: Integració de Montecarlo
El mètode de Montecarlo (o Monte Carlo) és una tècnica de càlcul numèric per avaluar expressions matemàtiques (integrals definides, funcions, etc.)  basada en la generació de nombres aleatoris i altres resultats de probabilitats com la llei dels grans nombres i el Teorema central del límit. S'utilitza especialment per a calcular integrals multidimensionals, ja que pel cas unidimensional les tècniques deterministes funcionen molt millor.

## Integrals impròpies
Article principal: Integral impròpia
Fins ara hem tractat de la integral d'una funció fitada definida en un interval finit tancat. Però sota certes condicions també es poden definir les integrals de funcions definides en intervals de la forma {\displaystyle [a,\infty )} o en tota la recta rea, {\displaystyle \mathbb {R} } o de funcions no fitades definides en un interval obert. Aquestes integrals s'anomenen impròpies.   Distingirem 3 casos:
1. Integració en intervals infinits de funcions fitades , també anomenades integrals impròpies de 1a espècie.
2. Integració en intervals finits de funcions no fitades, o integrals impròpies de 2a espècie
3. La combinació dels dos casos anteriors: integració en intervals infinits de funcions no fitades .

### Integral d'una funció fitada en un una semirecta [a,∞) o (-∞,b]
Sigui {\displaystyle f:[a,\infty )\to \mathbb {R} } una funció tal que per a tot {\displaystyle r>a},   {\displaystyle f\in {\mathcal {R}}[a,r]}. Suposem que existeix (i és finit) el límit {\displaystyle I=\lim _{r\to \infty }\int _{a}^{r}f.}Aleshores es diu que la integral és convergent,  i que {\displaystyle I} és la integral impròpia (de 1a. espècie)  de {\displaystyle f} en {\displaystyle [a,\infty )} , s'escriu  {\displaystyle f\in {\mathcal {R}}[a,\infty )}   i {\displaystyle I=\int _{a}^{\infty }f=\lim _{r\to \infty }\int _{a}^{r}f.}En cas que el límit anterior no existeixi, es diu que la integral divergeix i que {\displaystyle f} no és integrable en {\displaystyle [a,\infty )} .
De manera anàloga es defineix una integral impròpia de la forma {\displaystyle \int _{-\infty }^{b}f}: Si {\displaystyle f:(\infty ,b]\to \mathbb {R} } és una funció tal que per a tot {\displaystyle s<b},   {\displaystyle f\in {\mathcal {R}}[s,b]} i existeix el límit {\displaystyle \lim _{s\to -\infty }\int _{s}^{b}f}, aleshores  s'escriu {\displaystyle f\in {\mathcal {R}}(-\infty ,b]}   i es defineix la integral impròpia{\displaystyle \int _{-\infty }^{b}f=\lim _{s\to -\infty }\int _{s}^{b}f.}

### Integral d'una funció fitada en tota la recta real ℝ
Sigui {\displaystyle f:\mathbb {R} \to \mathbb {R} } i suposem que existeix  {\displaystyle c\in \mathbb {R} } tal que {\displaystyle f\in {\mathcal {R}}(-\infty ,c]\cap {\mathcal {R}}[c,\infty )}; en aquest cas, es defineix{\displaystyle \int _{-\infty }^{\infty }f=\int _{-\infty }^{c}f+\int _{c}^{\infty }f.}i es diu que {\displaystyle f\in {\mathcal {R}}(-\infty ,\infty )}. Aquesta integral no depèn del punt {\displaystyle c}.
Si  {\displaystyle f\in {\mathcal {R}}(-\infty ,\infty )} , aleshores {\displaystyle \int _{-\infty }^{\infty }f=\lim _{r\to \infty }\int _{-r}^{r}f.}Però cal tenir en compte que l'existència del límit (finit)  {\displaystyle \lim _{r\to \infty }\int _{-r}^{r}f} no es suficient per a   {\displaystyle f\in {\mathcal {R}}(-\infty ,\infty )}; per exemple, per a  la funció {\displaystyle f(x)=x} definida a tot {\displaystyle \mathbb {R} } tenim {\displaystyle \int _{-r}^{r}f={\frac {r^{2}}{2}}-{\frac {(-r)^{2}}{2}}=0,}amb la qual cosa {\displaystyle \lim _{r\to \infty }\int _{-r}^{r}f=0,}però per qualsevol nombre {\displaystyle a}, {\displaystyle \lim _{r\to \infty }\int _{a}^{r}f=\infty ,}amb la qual cosa  {\displaystyle f\notin {\mathcal {R}}[a,\infty )} , i, per tant,  {\displaystyle f\notin {\mathcal {R}}(-\infty ,\infty )}.
Quan {\displaystyle f\notin {\mathcal {R}}(-\infty ,\infty )} però existeixi el límit {\displaystyle \lim _{r\to \infty }\int _{-r}^{r}f},  aleshores aquest límit s'anomena el valor principal de Cauchy de la integral: {\displaystyle {\text{Valor principal de Cauchy de }}\int _{-\infty }^{\infty }f=\lim _{r\to \infty }\int _{-r}^{r}f.}

### Integració de funcions no fitades en intervals finits
Sigui  {\displaystyle f:[a,b)\to \mathbb {R} } una funció no fitada tal que per tot {\displaystyle c\in (a,b)}, {\displaystyle f\in {\mathcal {R}}[a,c]}   i tal que existeixi el límit {\displaystyle \lim _{c\to b^{-}}\int _{a}^{c}f.}Aleshores és diu que existeix la integral impròpia (de 2a espècie) en {\displaystyle [a,b)} i s'escriu {\displaystyle f\in {\mathcal {R}}[a,b)} i es defineix {\displaystyle \int _{a}^{b^{-}}f=\lim _{c\to b^{-}}\int _{a}^{c}f.}
De manera semblant es defineix la integral impròpia  {\displaystyle \int _{a^{+}}^{b}f} i també, igual que hem fer en el cas de {\displaystyle \mathbb {R} }, es defineix  {\displaystyle \int _{a^{+}}^{b^{-}}f}.

### Integració en intervals infinits de funcions no fitades
Finalment, en determinats casos es combinen les dues integrals impròpies que hem introduït als paràgrafs anteriors: per a una una funció  {\displaystyle f:(a,\infty )\to \mathbb {R} } tal que existeix  {\displaystyle c\in (a,\infty )} tal que  {\displaystyle f\in {\mathcal {R}}(a,c]\cap {\mathcal {R}}[c,\infty )}  definim {\displaystyle \int _{a^{+}}^{\infty }f=\int _{a^{+}}^{c}f+\int _{c}^{\infty }f.}

### Integració sobre intervals oberts o semioberts
La següent propietat relaciona la integral pròpia amb la impròpia en el cas que integrem una bona funció .
Sigui {\displaystyle f\in {\mathcal {R}}[a,b)} tal que existeix una extensió, que designarem per la mateixa lletra, {\displaystyle f:[a,b]\to \mathbb {R} }  que sigui afitada. Aleshores {\displaystyle f\in {\mathcal {R}}[a,b]} i 
{\displaystyle \int _{a}^{b}f=\int _{a}^{b^{-}}f.}
Una mena de recíproc també és cert Apostol :   Si   {\displaystyle f\in {\mathcal {R}}[a,b]}, aleshores {\displaystyle f\in {\mathcal {R}}[a,b)} i  {\displaystyle \int _{a}^{b}f=\int _{a}^{b^{-}}f.}

## Integral de Riemann i integral de Lebesgue
Article principal: Integral de Lebesgue
Vegeu les limitacions de la integral de Riemann en front de la integral de Lebesgue a l'article Integral de Lebesgue.
Teorema. Sigui  {\displaystyle f\in {\mathcal {R}}[a,b]} . Aleshores {\displaystyle f} és Lebesgue mesurable i Lebesgue integrable i ambdues integrals coincideixen.
El recíproc no és cert i hi ha funcions integrable Lebesgue que no són Riemann integrables. Per exemple, la funció de Dirichlet que hem vist a l'exemple 4   no és Riemann integrable, però si que és Lebesgue integrable ja que és igual a 0 quasi per tot arreu, i llavors la seva integral de Lebesgue és 0.